# Лопово
 Тази статия е за местността в Пирин.  За тази в Беласица вижте Лопово (Беласица).  
Лопово е местност в Пирин, бивше село в Югозападна България, разположена на територията на община Сандански, област Благоевград.

## География
Лопово се намира в горното поречие на Лоповската река, на 1400 m надморска височина, на запад от рида Демир хан (Железни станец). През нея минава горският път от Мелник за хижа „Пирин“. Местността е обрасла с бук и иглолистни растения, почвите са кафяви планинско-горски, а геоложката основа е от гнайс.

## История
В 1894 година Густав Вайганд в „Аромъне“ пише: „На сѣверъ отъ Мелникъ, въ планината Алабурунъ, аромѫнскитѣ села Буждова и Лупова иматъ 300 колиби.“
Към 1900 година според статистиката на Васил Кънчов („Македония. Етнография и статистика“) Лопово е влашко (арумънско) село, в което живеят 200 души, всички власи.
Според спомените на Яне Сандански през 1902 година в селото функционира комитет на ВМОРО с ръководител Васил Инджето, влах по произход.
По данни на секретаря на Българската екзархия Димитър Мишев („La Macédoine et sa Population Chrétienne“) през 1905 година в Лопово (Lopovo) има 630 власи.
На 1 и 2 септември 1924 година в Лопово се провежда конгрес на Серския революционен окръг на Вътрешната македонска революционна организация.

## Личности
Починали в Лопово
- Георги Менчев (1887 - 1922), деец на БКП
- Георги Тимев (1887 – 1922), български революционер и политик
- Георги Якимов (1885 - 1922), деец на ВМОРО и БКП
- Кръстьо Захариев (1860 – 1899), български революционер